# Nigel Dennis (Hispanist)
Nigel Robert Dennis (geboren 13. Oktober 1949 in London; gestorben 16. April 2013 in St Andrews, Schottland) war ein britischer Literaturwissenschaftler und Hispanist.

## Leben
Nigel Dennis besuchte mit einem Stipendium die Haberdashers’ Aske’s Boys’ School und studierte ab 1968 Spanisch und Französisch am St Catharine’s College, Cambridge. Er wurde dort 1976 mit einer Dissertation über José Bergamín promoviert und ging mit seiner Frau nach Kanada, wo er Dozent und 1988 Professor an der Universität Ottawa wurde. Er engagierte sich in den Fachgesellschaften und wurde Herausgeber der Revista Canadiense de Estudios Hispánicos. 1996 ging er zurück nach Europa und wurde Professor für Spanisch an der University of St Andrews in Schottland.
Dennis befasste sich mit den Schriftstellern der Generación del 27 und mit dem Spanischen Bürgerkrieg, vornehmlich mit José Bergamín, aber nicht nur mit den bekannten Federico García Lorca, Rafael Alberti und Gómez de la Serna, sondern auch mit den weniger bekannten Autoren wie José Díaz Fernández, Ernesto Giménez Caballero und Ramón Gaya.

## Schriften (Auswahl)

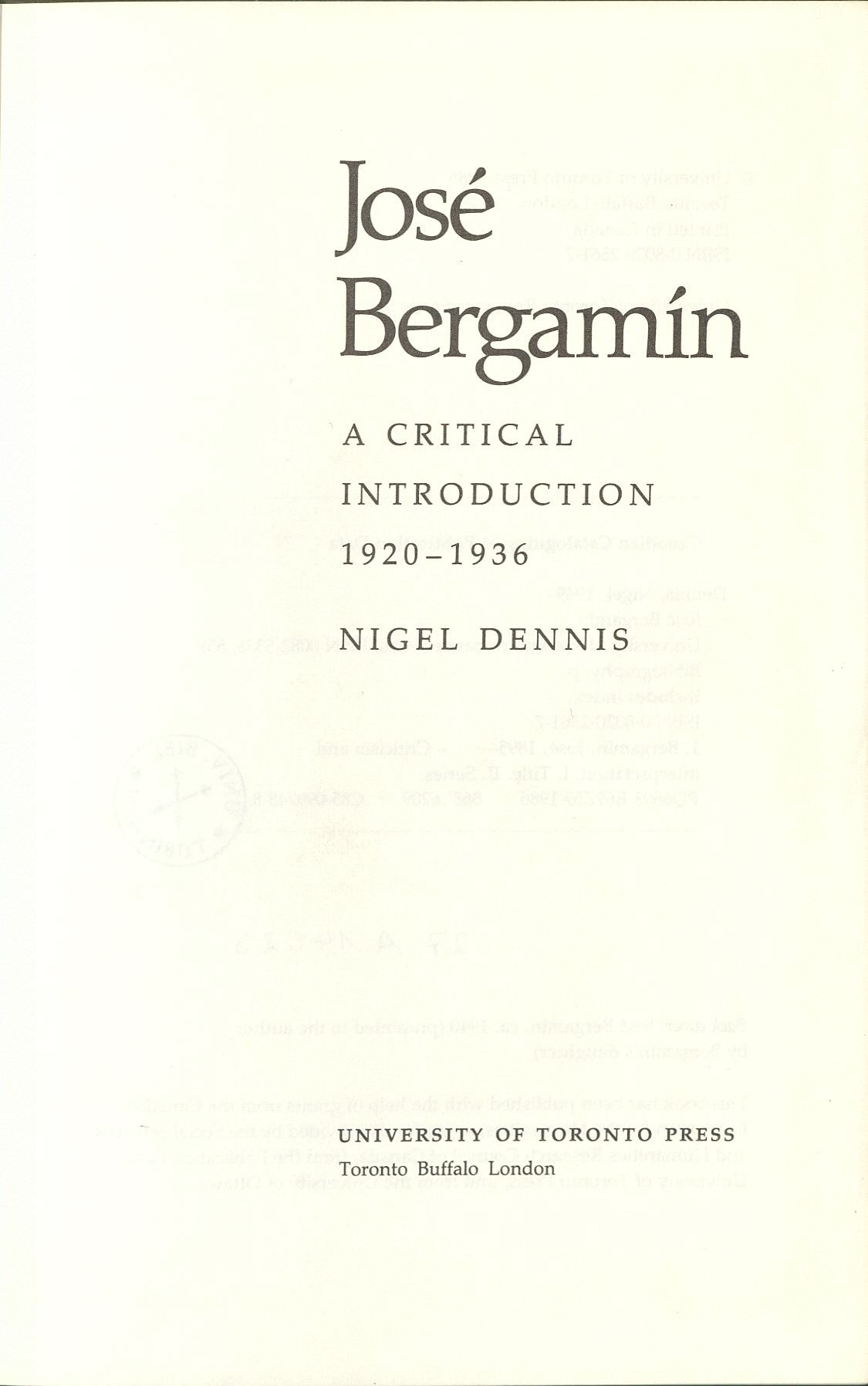
José Bergamín 1986

- ‘Diablo mundo’: los intelectuales y la República. Antología. Madrid: Fundamentos, 1983
- El aposento en el aire: introducción a la poesía de José Bergamín. Valencia : Pre-Textos, 1983
- Perfume and Poison: A Study of the Relationship Between José Bergamín and Juan Ramón Jiménez. Kassel : Edition Reichenberger, 1985 ISBN 3-923593-28-7
- José Bergamín. A Critical Introduction 1920–1936. Toronto : Toronto U. P., 1986
- París. Valencia : Pre-Textos, 1986 (Gómez de la Serna)
- Studies on Ramón Gómez de la Serna. Ottawa : Dovehouse, 1988, ISBN 0-919473-85-7
- El epistolario Jose Bergamín–Miguel de Unamuno 1923–1935. Valencia : Pre-Textos, 1993
- El epistolario José Bergamín–Manuel de Falla 1924–1935. Valencia : Pre-Textos, 1995
- Vida y milagros de un manuscrito de Lorca: en pos de ‘Poeta en Nueva York’. Santander : Sociedad Menéndez Pelayo, 2000
- José Bergamín, dolor y claridad de España: Cartas a María Zambrano. Sevilla : Renacimiento, 2004
- (Hrsg.): José Bergamín, Obra esencial. Madrid : Turner, 2005
- (Hrsg.): José Díaz Fernández, Prosas. Madrid : Fundación Santander Central Hispano, 2006
- (Hrsg.): Manuel de Falla und John B. Trend, Epistolario 1919–1935. Granada : University Press, 2007, ISBN 978-84-338-4573-3
- De viva voz. Entrevistas 1977–1998. Valencia : Pre-Textos, 2007 (Ramón Gaya)
- Nigel Dennis, Emilio Peral Vega (Hrsg.): Teatro de la guerra civil: el bando republicano and El bando nacional. Madrid : Fundamentos, 2009
- Nigel Dennis, Isabel Verdejo (Hrsg.): Ramón Gaya. Obra completa. Valencia : Ed. Pre-Textos, 2010
- Ramón Gaya: el taller de la soledad. Murcia : Museo Ramón Gaya, 2010
- Greguerías onduladas. Sevilla : Renacimiento, 2012